# Simulador quàntic

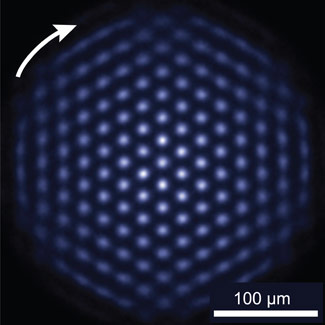
En aquesta fotografia d'un cristall de simulador quàntic, els ions estan fluorescent, indicant que tots els qubits estan en el mateix estat (ja sigui "1" o "0"). En les condicions experimentals adequades, el cristall d'ions forma espontàniament aquesta estructura de gelosia triangular gairebé perfecta. Crèdit: Britton/NIST.

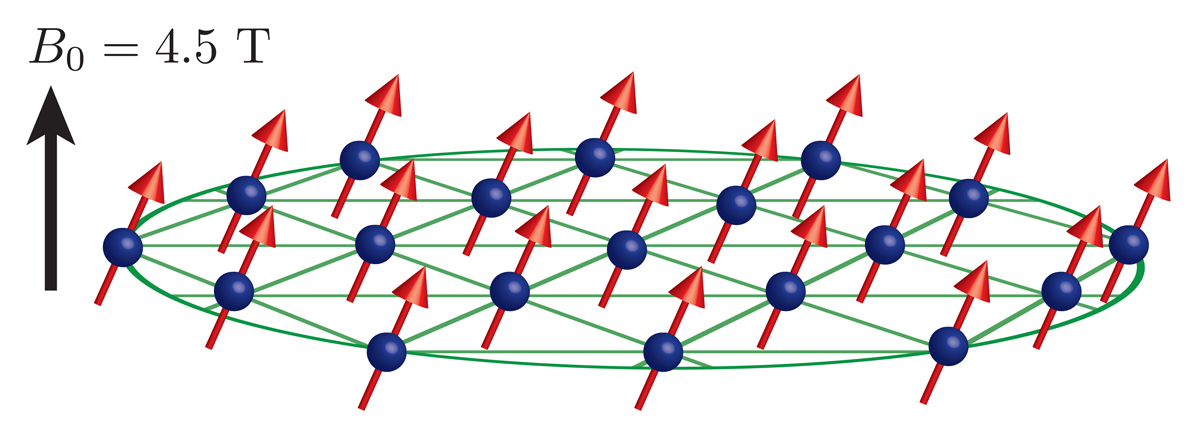
Il·lustració del simulador quàntic d'ions atrapats: el cor del simulador és un cristall bidimensional d'ions de beril·li (esferes blaves al gràfic); l'electró més extern de cada ió és un bit quàntic (qubit, fletxes vermelles). Els ions estan confinats per un camp magnètic gran en un dispositiu anomenat trampa de Penning (no mostrat). Dins de la trampa, el cristall gira en sentit horari. Crèdit: Britton/NIST.

Els simuladors quàntics permeten l'estudi d'un sistema quàntic de manera programable. En aquest cas, els simuladors són dispositius de propòsit especial dissenyats per proporcionar informació sobre problemes de física específics. Els simuladors quàntics es poden contrastar amb els ordinadors quàntics "digitals" generalment programables, que serien capaços de resoldre una classe més àmplia de problemes quàntics.
Un simulador quàntic universal és un ordinador quàntic proposat per Yuri Manin el 1980 i Richard Feynman el 1982. Feynman va demostrar que una màquina de Turing clàssica no seria capaç de simular un efecte quàntic, mentre que el seu hipotètic ordinador quàntic universal seria capaç d'imitar l'efecte quàntic necessari.
Un sistema quàntic de moltes partícules podria ser simulat per un ordinador quàntic utilitzant un nombre de bits quàntics similar al nombre de partícules del sistema original. Això s'ha estès a classes molt més grans de sistemes quàntics.
S'han realitzat simuladors quàntics en diverses plataformes experimentals, incloent sistemes de gasos quàntics ultrafreds, molècules polars, ions atrapats, sistemes fotònics, punts quàntics i circuits superconductors.
Molts problemes importants de la física, especialment la física de baixa temperatura i la física de molts cossos, segueixen sent poc coneguts perquè la mecànica quàntica subjacent és molt complexa. Els ordinadors convencionals, inclosos els superordinadors, són inadequats per simular sistemes quàntics amb tan sols 30 partícules perquè la dimensió de l'espai de Hilbert creix exponencialment amb el nombre de partícules. Es necessiten millors eines computacionals per entendre i dissenyar racionalment materials les propietats dels quals es creu que depenen del comportament quàntic col·lectiu de centenars de partícules. Els simuladors quàntics proporcionen una ruta alternativa per entendre les propietats d'aquests sistemes. Aquests simuladors creen realitzacions netes de sistemes d'interès específics, la qual cosa permet realitzar realitzacions precises de les seves propietats. El control precís dels paràmetres del sistema i l'amplia sintonització permeten separar clarament la influència de diversos paràmetres.